# Huneke
 Der er for få eller ingen kildehenvisninger i denne artikel, hvilket er et problem. Du kan hjælpe ved at angive troværdige kilder til de påstande, som fremføres i artiklen.

Huneke  er et sjældent dansk efternavn/mellemnavn. 
Alle navnene stammer fra Huneke, der oprindeligt kommer fra Tyskland.
Andre former er Hunnicke, Huniche, Hunniche, Hunnike, Huneche, Hunecke og Hunnische.
Det var søn af tyskeren Johann Freidrich Wilhelm Huneke (død 09-december-1836 i Tyskland) – Friederich Wilhelm Hunniche, født 23-november-1823 i Tyskland,Stappelage,Lippe Detmold, der bragte efternavnet til Danmark 09-maj-1856. De forskellige stavemåder skyldes sandsynligvis stavefejl ved fødsler.
I Danmark er der omkring 200, der bærer navnet af en af de forskellige stavemåder, og de yngste der bærer navnet er tip tip tip oldebørn af Johann Freidrich Wilhelm Huneke.
slægt og Stamtræ af den danske del af familien
Huniche.dk